# La Ronge
La Ronge est une ville du nord de la province de la Saskatchewan au Canada. Elle se situe à l'embouchure de la rivière Montréal sur la rive ouest du lac La Ronge, à 240 km au nord de Prince Albert. Elle est la principale communauté d'une agglomération d'environ 6000 habitants dont un tiers vit dans deux réserves indiennes cries. La région est incluse dans la zone climatique subarctique qui conditionne le développement d'une végétation de type taïga. Géologiquement, la ville est bâtie sur une vaste pénéplaine à la jonction entre le bouclier canadien précambrien et les terrains sédimentaires du groupe de Mannville du crétacé inférieur.

## Toponymie
La cité et le lac portent le nom de La Ronge en raison de la présence des castors qui rongeaient les bois lors de l'arrivée des trappeurs et coureurs des bois Canadiens-français et Métis. Ces derniers donnèrent cette appellation à ce lieu.

## Histoire
Les premiers habitants connus de la région du lac La Ronge sont les Cris. À la fin du XVIIIe siècle, les premiers européens prennent contact avec eux et nouent des échanges commerciaux fondés sur la traite des fourrures. Au siècle suivant des postes de traite éphémères sont établis à proximité du lac. Un premier établissement permanent est fondé en 1851 à Stanley Mission à 80 km au nord de la Ronge dans le cadre d'une mission anglicane bientôt associé à un comptoir de la Compagnie de la baie d'Hudson. 

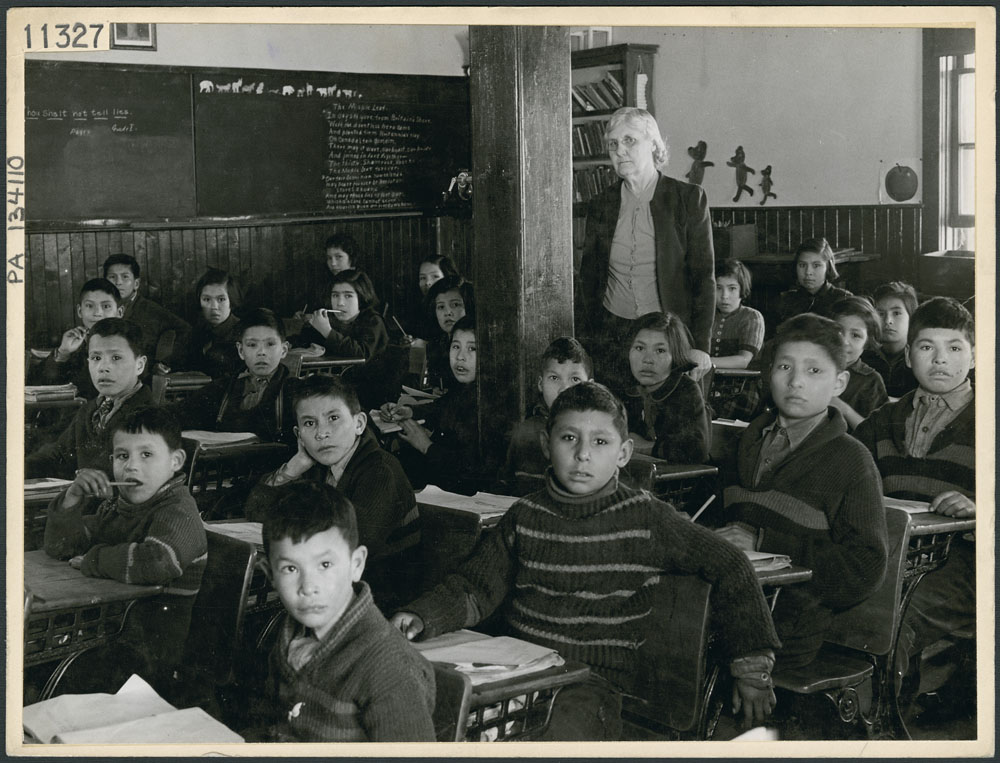
Salle de classe du Pensionnat indien de All Saints (1945).

Ce n'est qu'au début du XXe siècle que se développe le site de La Ronge avec l'établissement de postes de traite, d'une église anglicane associée à un pensionnat pour autochtones. Les habitants quittent leur village en hiver pour chasser et y reviennent en été pour se livrer au jardinage et à la pêche. Ils bénéficient à partir de 1911 d'un service postal. Dans les années 1930, les hydravions permettent l'apparition d'un tourisme de pêche. En 1947, une première piste d'aviation est construite sur l'actuel village d'Air Ronge. Elle est utilisée pour acheminer le courrier et comme base pour les patrouilles aériennes de lutte contre les feux de forêts. En 1948, l'achèvement de la route entre Prince Albert et La Ronge favorise le tourisme. Ce n'est qu'en 1955 que la communauté de 400 habitants est dotée d'institutions municipales avec le statut de Village. La population atteint 933 habitants en 1963 puis 1 714 en 1976. À cette date, un nouvel aéroport est construit au nord de la ville. En 1983, La Ronge adapte ses institutions à l'augmentation de sa population en prenant le statut municipal de Ville nordique,,.

## Géographie

### Situation
La municipalité de La Ronge se situe à 240 km au nord de la ville de Prince Albert sur la rive ouest du lac La Ronge au nord du débouché de la rivière Montréal. Elle forme une agglomération avec les communautés voisines de Kitsakie, Air Ronge et Lac La Ronge,.

### Transport
La Ronge est relié par une unique route au sud de la province via Prince Albert : la route provinciale 2. La route 102, en direction du nord-est, connecte la ville aux villages cris de Sucker River sur le lac La Ronge, de Missinipe sur le lac Otter et de Southend (Entrée-du-Lac) sur le lac Caribou.
Un aéroport régional (code OACI : CYVC) géré par la municipalité propose des lignes régulières généralement semi-hebdomadaires vers les villes du sud de la province : Saskatoon, Prince Albert ou vers les communautés du nord de la saskatchewan : Wollaston et Points North. La desserte est assurée par la compagnie RiseAir. À ces lignes régulières s'ajoutent des services de taxi aérien ainsi qu'une hydrobase (code OACI : CJZ9) sur le lac La Ronge. L'aéroport sert aussi de base à une flotte de bombardiers d'eau provinciale,,,.

### Géologie
L'agglomération de la Ronge se situe sur le bouclier canadien précambrien sur la zone de Reindeer. Cette zone s'étend en Saskatchewan sur un triangle. Sa limite ouest va du lac Caribou (Reindeer Lake en anglais) au nord, jusqu'à l'ouest du lac La Ronge, au sud. Sa limite sud passe par le lac La Ronge et le lac Deschambault. À l'est la zone s'étend au delà de la frontière manitobaine. Cette zone de Reindeer constitue les vestiges d'un ancien arc volcano-plutonique associé à des roches détritiques issues de son démantèlement. Cet arc c'est formé au paléoprotérozoïque dans le cadre de l'orogénèse trans-hudsonienne. Localement le sous-sol est constitué de roches métamorphisées jusqu'à l'anatexie : une série leucogranitoïde anatectique datée entre 1835 et 1800 Ma (paléoprotérozoïque).
Immédiatement au sud de l'agglomération débute le bassin sédimentaire Phanérozoïque qui s'étend sur les 2/3 sud de la province. Au voisinage du lac La Ronge, il comprend d'abord une étroite bande de terrains constitués de dolomites argileuses intercalées avec des bancs calcaires ou détritiques fins. Ils appartiennent à la formation du lac Meadow datés de l'Emsien à l'Eiffelien (Dévonien). Au sud de cette bande, les terrains sont constitués de grès et d'argile fluviatiles ou marins. Ils appartiennent au groupe de Mannville datés du Crétacé ( Aptien à Albien).
Les sols sont classés dans la classification canadienne comme brunisoliques au nord de la ville et comme luvisoliques au sud avec la présence aussi dans cette zones de sols organiques (tourbières),.

### Climat
Le climat de La Ronge est classé comme continental humide a été court et frais  : Dfc dans la classification de Köppen. Les hivers sont très froids avec des températures moyennes comprises entre -15 et -20 °C de décembre à février. Les étés sont frais avec des températures moyennes comprises entre 14 et 18 °C de juin à août. Des épisodes de très grands froids, avec des températures inférieures à -15 °C peuvent survenir pendant 8 mois de l'année d'octobre à mai, les records avoisinants les -50 °C. Les gelées en juin et en août sont possibles et les canicules estivales inconnues. Les précipitations, inférieures à 500 mm, sont modestes et surtout estivales. D'octobre à avril, elles sont inférieures à 40 mm et majoritairement  neigeuses. En mai, les épisodes neigeux se raréfient et les précipitations augmentent pour atteindre 80 mm en juillet. Dès septembre la neige peut faire sont apparition. Pour désigner ce climat, on parle aussi de climat subarctique.
Ce climat conditionne une végétation dominée par la forêt mixte, c'est-à-dire comprenant à la fois des feuillus et des conifères. Au nord de La Ronge débute la forêt boréale dominée par les conifères.
| Mois                                  | jan.       | fév.       | mars       | avril      | mai        | juin      | jui.      | août      | sep.      | oct.       | nov.       | déc.       | année            |
| ------------------------------------- | ---------- | ---------- | ---------- | ---------- | ---------- | --------- | --------- | --------- | --------- | ---------- | ---------- | ---------- | ---------------- |
| Température minimale moyenne (°C)     | −24,2      | −21,5      | −14,6      | −5         | 1,8        | 8,3       | 11,5      | 9,9       | 4,2       | −2,3       | −12,3      | −21,2      | −5,5             |
| Température moyenne (°C)              | −18,8      | −15,4      | −8,1       | 1,4        | 8,4        | 14,5      | 17,5      | 16,1      | 9,7       | 2,3        | −8,3       | −16,4      | 0,2              |
| Température maximale moyenne (°C)     | −13,4      | −9,2       | −1,5       | 7,8        | 15         | 20,6      | 23,5      | 22,1      | 15,2      | 6,8        | −4,3       | −11,4      | 5,9              |
| Record de froid (°C) date du record   | −48,3 1973 | −45,6 1974 | −41,8 1995 | −30,5 1982 | −17,6 2002 | −3,3 1998 | 1,1 1968  | −3,4 1982 | −7,8 1972 | −20,9 1991 | −37,6 1985 | −44,3 1989 | −48,3 05/01/1973 |
| Record de chaleur (°C) date du record | 12,5 1993  | 14 1992    | 15,4 1998  | 28 1980    | 32,3 1986  | 36,1 1970 | 35,5 1989 | 36,1 1991 | 34,4 1967 | 27,4 1980  | 18 1978    | 9 1988     | 36,1 10/08/1991  |
| Ensoleillement (h)                    | 238,7      | 207,4      | 247,8      | 222,8      | 182,4      | 134,1     | 156,9     | 209,6     | 171,7     | 171,4      | 149,2      | 225,3      | 2 317,3          |
| Précipitations (mm)                   | 18,7       | 15,3       | 21,2       | 35,8       | 43,6       | 66,5      | 80,5      | 60,6      | 56,1      | 36,6       | 28,3       | 22,8       | 486,2            |
| dont neige (cm)                       | 20,4       | 17,3       | 21         | 19,2       | 5,2        | 0,1       | 0         | 0         | 0,9       | 16,7       | 28,3       | 25         | 154,1            |
| Nombre de jours avec précipitations   | 0,33       | 0,32       | 1,3        | 3,9        | 9,7        | 13,3      | 14,8      | 12        | 12,4      | 7          | 1,4        | 0,65       | 77,1             |
| Nombre de jours avec neige            | 12,1       | 9,8        | 8,9        | 5,3        | 1,6        | 0,07      | 0         | 0         | 0,62      | 6,7        | 12,4       | 11,6       | 69               |

| Diagramme climatique                                  |               |               |           |           |             |              |             |             |             |               |                |
| J                                                     | F             | M             | A         | M         | J           | J            | A           | S           | O           | N             | D              |
| −13,4−24,218,7                                        | −9,2−21,515,3 | −1,5−14,621,2 | 7,8−535,8 | 151,843,6 | 20,68,366,5 | 23,511,580,5 | 22,19,960,6 | 15,24,256,1 | 6,8−2,336,6 | −4,3−12,328,3 | −11,4−21,222,8 |
| Moyennes : • Temp. maxi et mini °C • Précipitation mm |               |               |           |           |             |              |             |             |             |               |                |

## Administration

### Municipalité et communautés voisines
La Ronge est une municipalité au statut de Ville nordique. Elle est gérée par un conseil municipal élu pour quatre ans composé d'un maire : Joe Hordysky, élu en 2022 lors d'une élection partielle puis réélu en 2024 et de six conseillers. La mandature actuelle court de 2024 à 2028. Les réunions du conseil se déroulent tous les quinze jours. Les communautés voisines de Kitsakie et Lac-la-Ronge sont des réserves indiennes cries gérées toutes deux par le conseil de bande indienne de Lac-la Ronge tandis qu'Air-Ronge a le statut de village nordique,,,.
Ces trois communautés sont enclavées dans le district administratif de la Saskatchewan nordique (Northern Saskatchewan Administration District : N.S.A.D.) qui offre les services municipaux aux communautés non incorporées en municipalité ou constituées en réserve indienne dans la moitié nord de la province. Ce district dépend directement du gouvernement provincial. Il comprend notamment les communautés voisines de Potato Lake, Eagle Point et Napatak,.
| Mandature | 1997-2009    | 2009-2016        | 2016-2020     | 2020-2022       | 2022-2028    |
| --------- | ------------ | ---------------- | ------------- | --------------- | ------------ |
| Maire     | Joe Hordyski | Thomas Sierzycki | Ron Voytowich | Colin Ratsuniak | Joe Hordyski |
| Qualité   | Charpentier  |                  |               | Pilote d'avion  | Charpentier  |

### Circonscriptions législatives
La Ronge dépend pour les élections législatives provinciales de la circonscription de Cumberland qui s'étend sur la moitié est du district administratif de la Saskatchewan nordique (N.S.A.D.). Pour les élections législatives fédérales, elle dépend de la circonscription de Desnethé-Missinippi-Rivière Churchill qui couvre tout le N.S.A.D. et d'autres communautés plus au sud comme Meadow Lake,.

### Éducation
La ville de La Ronge sert de bureau central à la division scolaire n°113 Northern Lights qui couvre tout le district administratif de la Saskatchewan nordique (Northern Saskatchewan Administration District : N.S.A.D.). Cette vaste division scolaire comprend neuf subdivisions qui élisent chacune un des membres du conseil scolaire. La 7ème subdivision comprend La Ronge. Le conseil scolaire gère deux écoles dans la ville. L'école primaire (Pre-Cam Community School) qui accueille 400 élèves des niveaux M à 6 et l'école secondaire (Churchill Community High School) qui accueille 430 élèves des niveaux 7 à 12. De plus Air Ronge dispose d'une école primaire (Gordon Denny Community School) pour 230 élèves répartis sur les niveaux M à 6,,.
La bande indienne du Lac-la-Ronge gère par ailleurs deux écoles au sud d'Air-Ronge : une école élémentaire couvrant les niveaux M à 4 (Bell's Point Elementary School, LLRIB) et une école couvrant les niveaux 5 à 12 (Senator Myles Venne School, LLRIB).
L'éducation post-secondaire est fournie par le Northland College. Celui-ci propose :  des cours de remise à niveau pour adulte, des formations en santé, commerce, géologie et éducation. Il a repris en 2017 la formation des enseignants organisée jusque là par le programme NORTEP-NORPAC (Northern Teacher Education Program et Northern Professional Access College),.

### Justice et sécurité
La Ronge est le siège permanent d'une Cour provinciale. Celle-ci dessert en itinérance les localités de Blake Lake, Creighton, Cumberland House, Deschambault Lake, Fond-du-Lac, Pinehouse, Southend, Stanley Mission et Wollaston Lake. La Ronge est aussi desservie par la cour du Banc du Roi en itinérance depuis Prince Albert. La cour d'appel la plus proche est à Saskatoon, desservie en itinérance depuis son siège dans la capitale provinciale, Régina. La Gendarmerie royale du Canada dispose d'un détachement à La Ronge reparti sur deux sites : La Ronge et Stanley Mission. Le ressort de ce détachement comprend les environs du lac la Ronge jusqu'au voisinage des lacs de Montréal et Deschambault au sud. Au nord il s'étend au-delà de la rivière churchill jusqu'au voisinage du lac des Cris,,,.

## Économie
La pêche commerciale, le piégeage des animaux à fourrure, la cueillette des champignons, baies et herbes perdurent dans la région. Les trappeurs sont regroupés dans la l'Association Coopérative des Trappeurs de la Saskatchewan Nordique (Northern Saskatchewan Trappers Association Co-opérative Inc : NSTAC). Les produits de la cueillette sont conditionnés localement à Air Ronge par Boreal Heartland Herbal Products ou vendu à des négociants britanno-colombiens. Ces activités traditionnelles régressent au profit d'une agriculture axée sur le riz sauvage (Zinzania palustris). Celui-ci bénéficie d'une unité de traitement et de conditionnement à La Ronge. Les principaux acteurs de ces secteurs sont autochtones,,,.

## Démographie
La municipalité de La-Ronge compte 2521 habitants au recensement de 2021 et son agglomération 5766.
| Communauté                      | Superficie (km2) | Subdivision de recensement | 1991, | 1996, | 2001, | 2006, | 2011, | 2016  | 2021  |
| ------------------------------- | ---------------- | -------------------------- | ----- | ----- | ----- | ----- | ----- | ----- | ----- |
| La-Ronge (Ville)                | 16,71            | 4718041                    | 2 578 | 2 964 | 2 727 | 2 725 | 2 743 | 2 688 | 2 521 |
| Kitsakie (Réserve indienne)     | 0,99             | 4718812                    | 490   | 559   | 560   | 671   | 644   | 605   | 531   |
| Air-Ronge (Village nordique)    | 6,00             | 4718042                    | 782   | 957   | 955   | 1 032 | 1 043 | 1 199 | 1 365 |
| Lac-la-Ronge (Réserve indienne) | 5,85             | 4718809                    | 578   | 915   | 1 181 | 1 544 | 1 914 | 1 924 | 1 349 |
| La-Ronge (agglomération)        | 29,55            |                            | 4 428 | 5 395 | 5 423 | 5 972 | 6 344 | 6 416 | 5 766 |

## Sport
Les Ice Wolves de La Ronge sont membres de la Ligue de hockey junior de la Saskatchewan depuis 1998. Lors de la saison 2010-2011, ils remportent le championnat avec l'entraîneur Bob Beatty. Ils sont domiciliés à la patinoire du Mel Hegland Uniplex de La Ronge,.